# 詹姆斯波特 (密苏里州)
詹姆斯波特（Jamesport）是美国密苏里州戴维斯县的一座城市，根据美国人口调查局2000年统计，共有人口505人，其中白人占99.01。
詹姆斯波特拥有密苏里州最大的阿米什人社区。